# Marrano (judeoconverso)

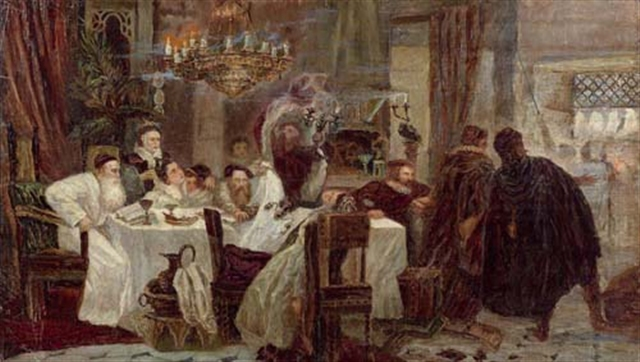
Marranos. Séder de Pésaj secreto en España en la época de la Inquisición. Pintura de historia del artista ruso-judío Moshe Maimon, 1893.

Marrano es un término que hace referencia a los judeoconversos (judíos convertidos) de los reinos cristianos de la península ibérica que "judaizaban", es decir, que seguían observando clandestinamente sus costumbres y su anterior religión. El criptojudaísmo de los marranos fue justificado por los rabinos con el argumento de que los judíos podían —e incluso debían— fingir convertirse a otra religión si creían en peligro su vida y estaban exentos de cumplir aquellas prácticas del culto que pudieran delatarles —solo se les exigía en última instancia que mantuvieran la fe en sus conciencias—.
Especialmente entre los siglos XV y XVII, el vocablo marrano se utilizó de forma extensiva y peyorativa[cita requerida] para designar a todos los judeoconversos y a sus descendientes, llevando implícita la insinuación de cristianismo fingido.
El término marrano proviene del verbo marrar y hacía referencia a los conversos que no practicaban correctamente la fe católica, bien por no cumplir sus preceptos, por continuar con prácticas del judaísmo en privado o ambas. El término pasó a ser peyorativo en español al indicar a una persona que traiciona o engaña. Nada tiene que ver con el término marrano para sucio, que fue usado para denominar a los cerdos por extensión de esta y no hay relación entre los términos para el animal y los judíos conversos.[cita requerida]
La palabra marrano no proviene del nombre del animal, sino al contrario: relacionando a los judeoconversos con un animal considerado inmundo. Aún hoy mantiene su definición como sucio y desaseado. En la época contemporánea, el término marrano ha sido incorporado por la historiografía internacional y al acervo de otros idiomas distintos del castellano, el catalán y el portugués; como el inglés, el francés, el italiano o el alemán.
El investigador Israël Salvator Révah definió al marrano como un católico sin fe y un judío sin saber, aunque un judío por voluntad.

Como los que viven en España no guardan la Ley ni son circuncidados, y aunque hagan algunas ceremonias de dicha Ley y hayan ido a circuncidarse a algunas partes de Italia y Flandes ... faltan en estas cosas de ordinario que son las esenciales, a los tales los tienen allá los verdaderos judíos por herejes que en hebreo los llaman minim.
Jacob Cansino

## Etimología y apelativos relacionados
Según el hispanista francés Joseph Pérez, la palabra «marrano» tiene una etimología muy discutida. En el Tesoro de Covarrubias de 1611 se dice que «los moros llaman al puerco de un año marrano y pudo ser que al nuevamente convertido, por esta razón y por no comer la carne de cerdo, le llamasen marrano». Pérez reconoce que esta etimología es aceptada por varios autores, pero él considera «mucho más probable que marrano venga del verbo marrar, como lo señala el mismo Covarrubias: "marrar es fallar; vocablo antiguo castellano, del cual por ventura... vino el nombre de marrano del judío que no se convirtió llana y simplemente"».
Para otros autores, la palabra «marrano» procede del árabe muḥarram, ('cosa prohibida'), expresión usada para designar, entre otras muchas cosas, al cerdo, cuya carne está prohibida para judíos y musulmanes. La palabra se utilizó primero en el romance peninsular para designar a este animal (documentada desde 965). Para designar, de forma hiriente, a los cristianos nuevos está documentada en castellano desde comienzos del siglo XIII, seguramente porque estos conversos se abstenían de comer carne de cerdo. En 1691, por ejemplo, Francisco de Torrejoncillo en su libelo antisemita Centinela contra judíos: puesta en la torre de la iglesia de Dios con el trabajo, escribía una descripción del término:

Otro nombre que les davan antiguamente por afrenta, de mas de perros ó canes, que era llamarlos marranos, como lo dize Didarus á Velazquez. Pues qué razon avria para darles este nombre, llamando a los Judíos marranos? Muchas razones dan estos graves Autores [...]

Otros dizen, que los Españoles les salió este nombre, llamandoles marranos, que en Español quiere decir puercos; y así por infamia les llamaban puercos marranos a los Christianos nuevos, y dávanles, y se les puede dar este nombre con gran propiedad, porque entre los marranos, cuando gruñe, y se quexa uno de ellos, todos los demás puercos o marranos acuden a su gruñido; y como son assi los Judíos, que al lamento del vno acuden todos, por esso les dieron titulo, y nombre de marranos

Aunque en un principio el término se empleaba tanto para los conversos procedentes del judaísmo como del islam, con el tiempo a estos últimos se les denominó moriscos, y la voz «marrano» quedó para designar únicamente a los judeoconversos. 
El término «marrano» está estrechamente relacionado con otros apelativos:

### Cristianos nuevos
Los convertidos del judaísmo al cristianismo y sus descendientes (aunque hubieran pasado varias generaciones o esa condición solo fuera la de un antepasado entre muchos "cristianos viejos") eran llamados "conversos" o "cristianos nuevos"; en portugués cristãos novos. Este término era aplicado igualmente a los conversos procedentes del islam (más específicamente llamados moriscos) y tenía carácter discriminatorio, aunque actualmente parezca menos insultante que la voz «marrano».

### Judaizantes
Los judeoconversos que "judaizaban", es decir, que practicaban secretamente la Ley judía o, al menos, una reconstrucción de los ritos y creencias del judaísmo (lo que, en los estudios sociorreligiosos actuales se denomina cripto-judaísmo -literalmente "judaísmo secreto"-), eran denominados "judaizantes", y son los que más propiamente se identifican con los conceptos de "marrano" y "marranismo". Sobre qué significaba "judaizar" y las prácticas de los judaizantes existe abundante documentación en los procesos de la Inquisición española, aunque a veces es difícil deslindar qué testimonios corresponden a hechos reales y cuáles son acusaciones calumniosas producto de la imaginación y el antisemitismo.

### Sefardíes
Los descendientes de los miembros de la comunidad hispanojudía que mantuvieron su fe y tuvieron que exiliarse en 1492, como consecuencia del edicto de expulsión de los Reyes Católicos, se dispersaron por el norte de Europa y el Mediterráneo y reciben la denominación de "sefardíes" (literalmente "españoles" -Sefarad es "España"-). Eran, por tanto, judíos, y no cristianos. Con posterioridad, algunos marranos que salieron de España o Portugal se reintegraron a la práctica abierta del judaísmo en el seno de estas comunidades, a veces con el recelo de los que se habían mantenido fieles a su religión.

### Chuetas
En Mallorca, la comunidad judeoconversa local tuvo una peculiarísima trayectoria histórica, y se les identificó con la denominación "chuetas" (xuetes en mallorquín).

### Anusim
Los judíos sefardíes prefieren la palabra hebrea anusim, (אֲנוּסִים, "forzados"), o bien benei anusim (בְּנֵי אֲנוּסִים, "hijos de anusim"), término legal rabínico que se aplica a los conversos obligados a dejar el judaísmo contra su voluntad. El término tiene un carácter general y no identifica el origen geográfico.

## Las conversiones
Desde los asaltos a las juderías de 1391, y a causa del creciente antijudaísmo cristiano imperante en los reinos cristianos peninsulares durante el siglo XV, tuvieron lugar numerosas conversiones de judíos, muchas de las cuales eran forzosas o tenían la única finalidad de evitar las persecuciones. Las conversiones aumentaron significativamente al producirse la expulsión de los judíos de España en 1492. 
La comunidad judeoconversa, relativamente poderosa, fue objeto de los recelos de los cristianos viejos, que consiguieron medidas de discriminación legal (estatutos de limpieza de sangre) que tienen su antecedente en la "Sentencia-Estatuto" aprobada durante la revuelta anticonversa de Toledo de 1449 dirigida por Pedro Sarmiento. Desde 1478 la ortodoxia religiosa de los conversos fue objeto frecuentemente de procesos por parte de la Inquisición española, y más tarde también en Portugal.

## Clasificación de los marranos
Desde una perspectiva religiosa judía, se identifican tres categorías para los marranos y sus descendientes, según los distintos grados en que se atenían a la obligación de mantener externamente el modo de vida cristiano mientras privadamente conservaban distintos grados de pervivencia del judaísmo. En esta clasificación, por tanto, no se incluyen los conversos que asumieron su nueva condición (desde su inicio o a lo largo de las generaciones) y practicaban sinceramente el cristianismo, a pesar de que genérica o incluso concretamente se les acusara en falso de judaizar y se les llamara "marranos".

### Indiferentes u oportunistas
Son los que, sin ningún afecto por el judaísmo e indiferentes a la religión en general (lo que posteriormente se denominó libertino), recibieron con la conversión la posibilidad de cambiar su condición oprimida por las excelentes oportunidades que se les abrieron como cristianos. No tenían ningún problema en simular ser cristianos, puesto que les resultaba provechoso; y hacían mofa de los judíos y el judaísmo. Algunos poetas se pueden asociar a esta categoría: Pero Ferrús, Juan de Valladolid, Rodrigo Cota y Juan de España (de Toledo, también conocido como «El Viejo», a quien se consideraba un connotado talmudista), y fray Diego de Valencia. Estos dos últimos empleaban palabras en hebreo en sus pasquines para burlarse del pueblo judío. Obviamente, si no practicaban ya el judaísmo, no son estrictamente marranos; no obstante, algunos de ellos fueron acusados de judaizar en secreto, e incluso de volver abiertamente al judaísmo cuando les fue conveniente (Juan de Valladolid en su estancia en Marruecos).

### Conversos externamente
Son los que, tras el bautismo, conservan externamente prácticas cristianas y limitan las prácticas judías, aunque en ocasiones acudan en secreto a la sinagoga. En Aragón: los Zaporta de Monzón (emparentados por matrimonio con la casa real aragonesa), los Sánchez, hijos de Alazar Yusuf de Zaragoza (emparentados con los de la Caballería y los Santángel), los Espe (muy ricos), los Paternoy (avecindados en Verdun -¿Berdún?-), los Clemente (hijos de Moses Chamoro), los Vilanova de Calatayud, los Coscón, los Bruno, los Cartiglia o Cartigliano, los Brondo y otros.

### Conversos solo formalmente, por fuerza mayor
Los cristianos nuevos que, cuando tuvieron la oportunidad de salir de España, afirmaron su condición religiosa de judíos, mientras estaban en España conservaron las prácticas judaicas. Otros (probablemente la mayoría), no salieron nunca. No llevaban voluntariamente a sus hijos a bautizar, y al verse obligados, en cuanto volvían a casa les lavaban en las zonas donde les había tocado el agua del bautismo. Mantenían las prácticas gastronómicas judías, celebraban la Pascua judía y llevaban el aceite a la sinagoga. Fingiendo que el pan con levadura no le gustaba, un marrano comía pan sin levadura todo el año, para poder consumirlo durante la Pascua sin levantar sospechas. En las fiestas en que debían hacer sonar el shofar, los marranos salían de la ciudad para no ser oídos. Era frecuente denunciar a marranos por desangrar animales en sus casas siguiendo el ritual judío, o por circuncidar a sus hijos.
En Sevilla, un inquisidor mostró gráficamente al corregidor lo extendido de esta condición: si deseáis daros cuenta de la cantidad de marranos,... subamos a lo alto de esta torre.  ... Por más frío que sea el tiempo, no veréis humo alguno elevarse de aquellas habitaciones, pues es sábado. Y, durante este día, no se permite a los judíos tocar el fuego para encender.

## Los marranos después de la expulsión de 1492
El edicto de Granada de 31 de marzo de 1492 por el que se obligaba a salir de España a los judíos que no optaran por la conversión, no afectaba a los marranos (más bien aumentó su número). La coincidencia en el año con otros hechos históricos fundamentales para la historia de España (la conquista de Granada, en enero, y el primer viaje de Colón -partió el 3 de agosto-) es muestra de la determinación de los Reyes Católicos en conseguir lo que Luis Suárez Fernández ha denominado máximo religioso.

### Judíos expulsados a Portugal

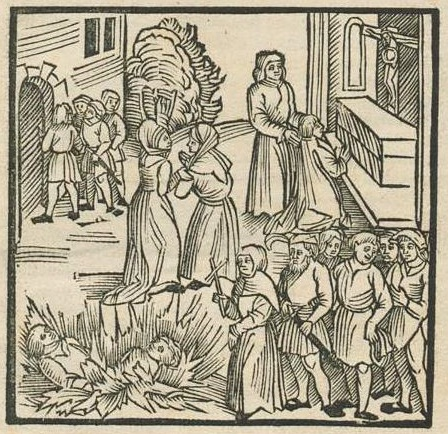
Grabado alemán sobre la masacre de Lisboa de 1506.

Los judíos que salieron hacia Portugal fueron obligados, en 1493, a separarse de sus hijos. Por orden de Juan II de Portugal, setecientos de éstos fueron deportados a la Isla de Santo Tomé, y ocho meses más tarde fueron convertidos en esclavos. Manuel I de Portugal (rey desde 1495) los liberó, pero entre diciembre de 1496 y 1497, presionado por los Reyes Católicos, fue emitiendo decretos de expulsión que afectaban a todos los judíos que no quisieran convertirse. 
Coincidiendo con la Pascua judía, el 19 de marzo de 1497, se ordenó llevar a Lisboa a todos los hijos de judíos no convertidos que tuvieran entre cuatro y catorce años. Solo después de llegar allí se informó a sus padres de que se separarían definitivamente de sus hijos, que serían adoptados por familias cristianas. Ante esa situación, algunas familias optaron por la conversión, mientras que a las que no lo hicieron así les fueron arrebatados violentamente. Algunos consiguieron esconder a sus hijos, y en ciertos casos prefirieron matarles ellos mismos. A partir de entonces solo podían quedar en Portugal judeoconversos. 
Su nueva condición no significó la integración social. La evidente causa forzosa de muchas conversiones les hacía sospechosos de judaizar, y su identificación con los apelativos de "cristiano nuevo" y "marrano" testimoniaba su discriminación social de forma idéntica que en Castilla. En 1506 hubo una matanza de cinco mil conversos en Lisboa (masacre de Lisboa de 1506). En 1536 se estableció la Inquisición portuguesa, que en los siglos que tuvo actividad (hasta su abolición en 1821) mandó ejecutar a 1200 personas, quemar en efigie a 600 y condenó a distintas penas a 29.000. Buena parte de la comunidad de marranos portugueses se desplazó posteriormente a otros lugares: las Antillas, Brasil, Salónica, Constantinopla, Marruecos, Francia, pero especialmente a Ámsterdam, donde hoy en día se encuentra una excelente documentación de estos hechos en el Museo Histórico JHM. La sinagoga producto de este éxodo fue una de las más grandes de aquellos tiempos, y sigue en uso. En la ciudad portuguesa de Belmonte se constituyó una comunidad marrana muy estricta y endogámica, que persistió aislada hasta época contemporánea, cuando pasó a celebrar públicamente el culto judío en una sinagoga.

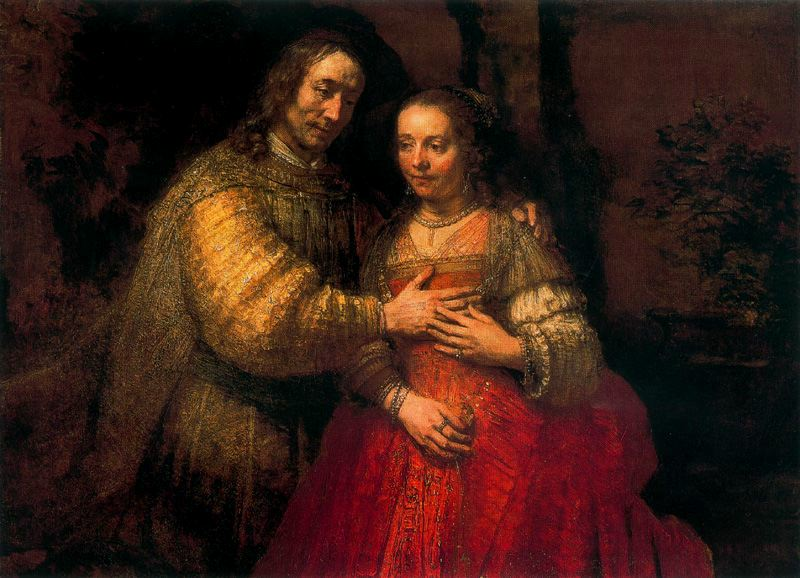
La novia judía, de Rembrandt. Aunque la identidad de los retratados no ha sido establecida con certeza, una de las posibilidades es que represente a Miguel de Barrios y su segunda esposa, Abigail de Pina.
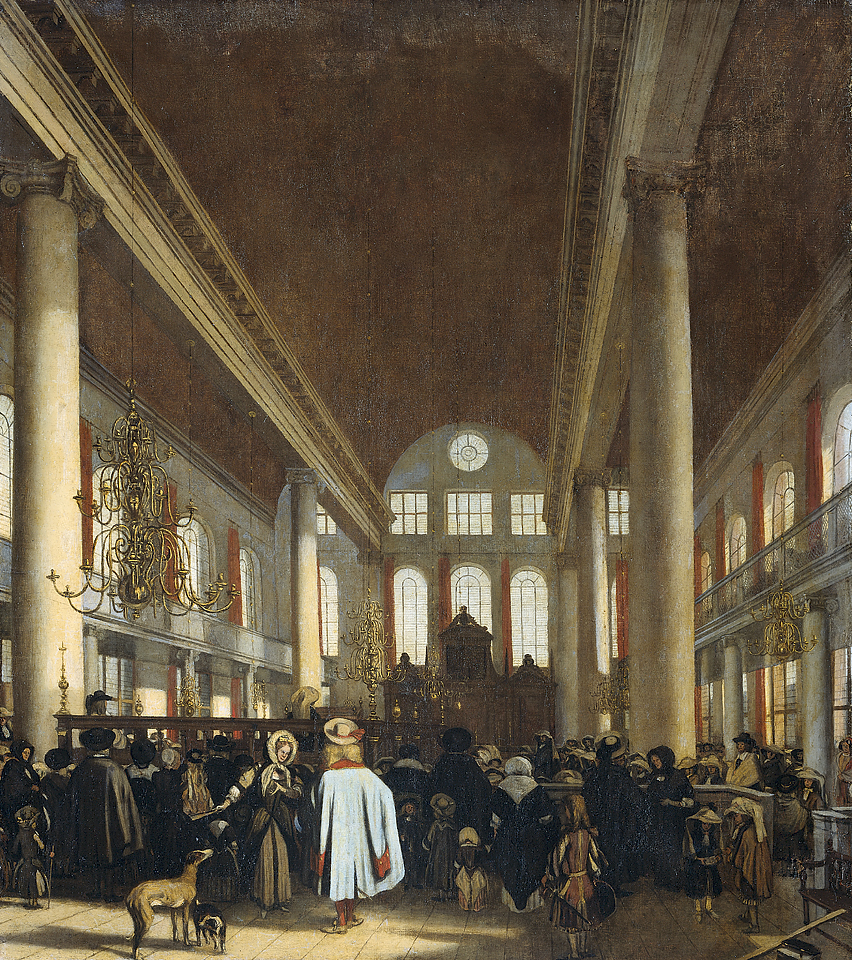
Interior de la sinagoga portuguesa de Ámsterdam, de Emanuel de Witte, ca. 1680.

### Marranos en la Monarquía Hispánica
La Inquisición española después de 1492 comenzó a actuar inmediatamente contra los judaizantes y en las cuatro décadas siguientes éstos fueron sus principales víctimas. A partir de 1530-1540 los casos juzgados por la Inquisición que tuvieran que ver con ellos prácticamente desaparecieron –en el tribunal de Toledo, por ejemplo, solo el 3% de los casos que pasaron por el tribunal entre 1531 y 1560 tuvieron que ver con judaizantes-. Incluso la Inquisición se ocupó de erradicar la práctica bastante común de llamar "judío" a un enemigo –el agraviado podía llevar su caso ante el Santo Oficio y que este demostrara que no tenía ningún antepasado judío, limpiando así su honor-. Además existen testimonios de contemporáneos de que los judaizantes habían desaparecido. Agustín Salucio utilizó el hecho de que no hubiera ya judaizantes como argumento para denunciar los estatutos de limpieza de sangre en el libro que publicó en 1599. Diego Serrano de Silva escribió en 1623:

Hoy se ve por larga experiencia de años que las familias que tienen raza desta infección son de corazón fidelisimos cristianos, devotos y píos, dando sus hijas a religiones, sus hijos al sacerdocio, obrando con manifiesta devoción cristiana

Sin embargo, Henry Kamen afirma que a finales del siglo XVI y principios del siglo XVII continuaba habiendo judaizantes, pero eran "irreconocibles como judíos" porque "virtualmente todos los signos del judaísmo [como la circuncisión, el sabbat, las fiestas judías, abstenerse de comer cerdo] habían desaparecido". "Los que permanecieron aferrados a su identidad mantenían, sin embargo, una fe inquebrantable en el Dios de Israel, transmitían de padres a hijos las pocas oraciones tradicionales que podían recordar y usaban el Antiguo Testamento católico como lectura básica". Aporta como prueba que en la última década del siglo XVI la Inquisición condenó a varios grupos de judaizantes –singularmente mujeres- en Quintanar de la Orden –donde fueron penitenciadas unas cien personas-, en Granada –con más de 150 personas condenadas- y en Sevilla –89 judaizantes.
Pero la situación cambió con la llegada a Castilla de un gran número de judeoconversos portugueses –en realidad eran judíos castellanos que habían marchado a Portugal en 1492 y que en 1497 habían sido obligados a convertirse- tras la implantación definitiva de la Inquisición portuguesa en 1547 –entre 1547 y 1580 en los tres tribunales de Lisboa, Évora y Coímbra hubo 34 autos de fe, con 169 ejecuciones en persona y 51 en efigie y 1998 penitentes- y sobre todo tras la incorporación por Felipe II del reino de Portugal a la Monarquía Hispánica en 1580, que supuso que la Inquisición portuguesa intensificara la persecución de los que judaizaban –entre 1581 y 1600 hubo en los tres tribunales portugueses 50 autos de fe, en los que fueron ejecutados 162 condenados en persona y 59 en efigie y hubo 2.979 penitenciados-. El problema que se planteó fue que buena parte de estos judeoconversos portugueses eran marranos, porque hasta cincuenta años después de que se les obligara a bautizarse en 1497 no se implantó la Inquisición allí y durante ese tiempo habían podido seguir practicando más o menos abiertamente la fe judaica. No es de extrañar que la Inquisición española comenzara actuar inmediatamente contra ellos. "A partir de la década de 1590, la presencia de judaizantes portugueses en los procesos inquisitoriales se fue haciendo cada vez más significativa",  presencia que se prolongó durante el siglo XVII y principios del siglo XVIII –"de las más de 2.300 personas procesadas por judaizantes por los tribunales españoles entre la década de 1660 y la de 1720, el 43 por 100 era de origen portugués".
El problema para la Inquisición era que la Monarquía tenía necesidad de los marranos portugueses porque un grupo de ellos eran grandes financieros que podían conceder préstamos a la deficitaria Hacienda real -ya en 1604-1605 Felipe consiguió del papa el perdón general a los marranos portugueses por delitos anteriores a cambio de un donativo de casi dos millones de ducados-. El Conde-Duque de Olivares, valido de Felipe IV, protegió a los banqueros y comerciantes marranos portugueses, sobre todo después de la bancarrota del Estado de 1626 que supuso la quiebra para los banqueros genoveses que hasta entonces habían sido los principales financiadores de la Monarquía y que a partir de entonces pasaron a serlo los portugueses. En 1628 Felipe IV concedió "a los banqueros portugueses la libertad para comerciar y establecerse sin restricciones, esperando de ese modo recuperar parte del comercio con las Indias, que ahora estaba en manos extranjeras".
Se dijo incluso que el Conde-Duque había iniciado negociaciones con judíos descendientes de los expulsados en 1492 que vivían en el norte de África y Oriente Próximo para regresaran dándoles garantías sobre su seguridad. En una carta de 8 de agosto el padre Pereyra escribía: "El valido [Olivares] anda en que entren los judíos en España". Un cronista anotaba: "He sabido como cosa cierta que se trata de restituir y traer a los judíos, que están en las sinagogas de Holanda y otras partes… Opónese la Santa Inquisición".
Al parecer lo que pretendía Olivares era servirse de las redes marranas sefardíes que se habían extendido por Europa y Oriente Próximo con su epicentro en Ámsterdam, y que estaban constituidas "a base de relaciones de negocio, complicidades religiosas y lazos de parentesco". Gracias a ellas "un marrano, nada más llegar a una ciudad o tierra desconocida, entra rápidamente en contacto con otros marranos, parientes o amigos de amigos, que le ayudan y, muchas veces, le dan la oportunidad de practicar el judaísmo o incluso le incitan a judaizar cuando había dejado de hacerlo".
En la existencia de estas redes organizadas de solidaridad entre los judíos sefardíes está el origen, según Joseph Pérez, del mito de la conspiración judía mundial. Uno de sus primeros propagadores fue el escritor Francisco de Quevedo, quien "siempre sintió gran repulsión y odio a los judíos" como lo demostró en su panfleto Execración de los judíos. El escrito de Quevedo en el que refiere la existencia de un complot judío para manejar los hilos de la política mundial lo tituló La Isla de los Monopantos, que incluyó en 1644 en su obra Sueños. En ella se describía una supuesta reunión secreta celebrada en Salónica, entonces una ciudad del Imperio Otomano y donde vivían miles de sefardíes, entre judíos llegados de todas partes de Europa y los Monopantos, es decir, los cristianos que estaban dispuestos a colaborar con ellos para acabar con el mundo cristiano –entre los que se puede suponer que se encontraría Olivares-.
Pero la política de Olivares no pudo impedir que la Inquisición actuara, sobre todo en Madrid, donde el comportamiento de los marranos portugueses en la corte a veces "rayaba en la provocación". En 1629 fueron condenados y quemados en un auto de fe presidido por Felipe IV cuatro judeoconversos portugueses que habían profanado y quemado un crucifijo. En 1633 aparecieron en las calles de Madrid pasquines en los que se proclamaba la superioridad de la religión judía sobre la cristiana, lo que dio lugar a la réplica de Quevedo Execración contra los judíos. En esos años la Inquisición procesó por judaizantes a algunos banqueros portugueses como Manuel Fernández Pinto o Juan Núñez Saravía.
Tras la caída de Olivares en 1640 la Inquisición ya pudo actuar libremente y fue deteniendo uno a uno a casi todos los banqueros portugueses. En seguida la persecución se extendió a toda la comunidad de judeoconversos portugueses y "la década de 1650 vio el comienzo de una serie de arrestos indiscriminados y de juicios que reinstauraron el reino del terror para la minoría conversa de origen portugués", afirma Henry Kamen. Algunos escaparon al norte de Europa, especialmente a las Provincias Unidas de los Países Bajos y a su ciudad más importante Ámsterdam,  donde retornaron a la fe judía sin ser perseguidos. Uno de ellos Gaspar Méndez, quien en cuanto llegó a Ámsterdam cambió su nombre por el de Abraham Idana, escribió un duro alegato contra la Inquisición:.

Obligándolos con inauditos tormentos a que muchos confiesen por fuerza lo que no hicieron, y esto ha sido y es causa que muchos que muchos [han preso, entrando en las cárceles sin conocimiento de otra cosa más que ser cristianos [han salido judíos. Esta fue la causa de retirarme de tierra donde domina tal tribunal.

A partir de 1680 el número de judeoconversos procesados por la Inquisición se va reduciendo, lo que indica, según Henry Kamen, que "la primera generación de conversos portugueses había sido borrada de la faz de la tierra, lo mismo que lo había sido la de los conversos españoles a principios de siglo".

### Los chuetas mallorquines
A finales del siglo XVII hubo un último caso de persecución de judeoconversos:  los chuetas de Mallorca —según Joseph Pérez, "la palabra chueta aparece por primera vez en un documento inquisitorial de 1688 para referirse a los judaizantes de Palma que vivían en un barrio en torno a la calle del Sagell"—. Se trataba de una comunidad descendiente de judeoconversos que en 1675 se descubrió que muchos de sus miembros judaizaban secretamente desde hacía más de un siglo –la Inquisición desde 1531, año en que ejecutó al último judaizante, se había ocupado sobre todo de los moriscos-. Aquel año fue quemado vivo un joven de 19 años y en los cuatro años siguientes fueron detenidas varios centenares de personas y sus bienes fueron confiscados por un valor superior a los dos millones y medio de ducados. En la primera mitad de 1679 se celebraron en Mallorca cinco autos de fe en los que hubo 221 ejecuciones. Nueve años después algunos chuetas organizaron una conjura pero fracasó dando lugar a cuatro autos de fe celebrados en 1691 en los que fueron ejecutados 37 condenados en persona y 49 en efigie.  Sus sambenitos permanecieron colgados en la iglesia de Santo Domingo de Palma hasta finales del siglo XIX. Al principio de la década ominosa (1823-1833) del reinado de Fernando VII se produjo una violenta represión contra los chuetas y sus casas de la calle de las Platerías fueron saqueadas. La discriminación continuó a lo largo del siglo XIX. A un sacerdote de origen chueta J. Taronjí se le prohibió predicar en 1876; en 1904 al presidente del gobierno de entonces, el mallorquín Antonio Maura, en un debate parlamentario un diputado le gritó: que se calle el chueta. Hasta 1963 no hubo ningún canónigo de origen chueta en el cabildo de la catedral de Palma de Mallorca.

### Marranos en América
La colonización de América fue una oportunidad para muchos cristianos nuevos (marranos incluidos) de alejarse de un entorno en el que eran discriminados. No obstante, hubo limitaciones legales que tuvieron que eludir, como demuestra el caso de Luis de Carvajal y de la Cueva, quien formó en Monterrey (Nuevo Reino de León) una verdadera comunidad marrana, duramente reprimida. Otros casos se dieron en Cartagena de Indias (Reino de la Nueva Granada) y en otras partes de América.
El primer judeoconverso ejecutado por judaizante en América parece haber sido Juan Muñoz, que fue quemado en Cuba en 1518. Un año antes, el escribano Alonso de Escalante fue detenido en Santiago de Cuba por orden del obispo Antonio Manso y enviado a Sevilla, donde fue quemado en 1523.
Los descendientes de los cristianos nuevos, incluso habiendo perdido casi en su totalidad la identidad judía hasta el día de hoy, pueden ser identificados por análisis genéticos y estudios genealógicos, que han reconocido un gran número de apellidos familiares de origen judeoconverso.
Véase también: Sefardí y López de Lacalle